# Gymnophthalmus vanzoi
Gymnophthalmus vanzoi — вид ящірок родини гімнофтальмових (Gymnophthalmidae). Мешкає в Бразилії і Гаяні. Вид названий на честь бразильського герпетолога Пауло Ванзоліні

## Поширення і екологія
Gymnophthalmus vanzoi мешкають на північному сході бразильського штату Рорайма та на півдні Гаяни. Вони живуть у вологих рівнинних тропічних лісах.